# Cine Spring
El Cine Spring va ser una sala de cinema ubicat en el número 103 del Passeig de la Bonanova del Barri de Sarrià (Barcelona). Va obrir les portes el 1911. Va funcionar amb aquest nom fins al 7 de maig de 1939.
El projecte és del mestre d'obres Josep Masdeu qui el va dissenyar el 1911 per encàrrec de Joaquim Font Pedrosa. El seu veritable autor va ser l'arquitecte municipal del llavors municipi de Sarrià, Arnau Calvet i Peyronill. El 1954 l'edifici va ser transformat per l'arquitecte Antoni de Moragas (1913-1985). El franquisme li va canviar el nom, tot espanyolitzant-lo, pel de Cine Murillo que va quedar fins al 1955, any que torna a recuperar el nom primigeni. El Cinema Spring va tancar definitivament les seves portes l'any 1984. Un any més tard era enderrocat per fer-hi habitatges.
L'autor de cuplets, articulista, autor dramàtic i promotor artístic Rossend Llurba va fer-hi molts anys d'acomodador quan duia el nom de Cine Murillo.